# スペイン王子フランシスコ・デ・パウラ・アントニオの肖像
『スペイン王子フランシスコ・デ・パウラ・アントニオの肖像』（スペインおうじフランシスコ・デ・パウラ・アントニオのしょうぞう、西: Retrato del Infante Francisco de Paula de España, 英: Portrait of Infante Francisco de Paula of Spain）は、スペインのロマン主義の巨匠フランシスコ・デ・ゴヤが1800年に制作した肖像画である。油彩。ゴヤの代表作『カルロス4世の家族』（La familia de Carlos IV）の油彩習作の1つで、スペイン国王カルロス4世の末子フランシスコ・デ・パウラ・アントニオを描いている。現在はマドリードのプラド美術館に所蔵されている。

## 人物
フランシスコ・デ・パウラ・アントニオは1794年にカルロス4世と王妃マリア・ルイサの末子として生まれた。しかし根拠はないが、王妃と当時の宰相であったマヌエル・デ・ゴドイの間に生まれた息子ではないかと言われてきた。1808年、ナポレオンの侵攻を受けた際に王子がマドリードからバイヨンヌに退去させられようとしたことは、民衆たちが蜂起した5月2日の暴動を引き起こす引き金となった。王子は国王夫妻とともにナポリに亡命し、半島戦争でフランス軍がイギリスとスペインの連合軍に敗北した1814年に帰還した。1819年に両シチリア国王フランチェスコ1世の娘ルイサ・カルロッタと結婚し、後にスペイン女王イザベル2世の夫となるフランシスコ・デ・アシース・デ・ボルボーンをもうけた。1865年に死去。

## 作品

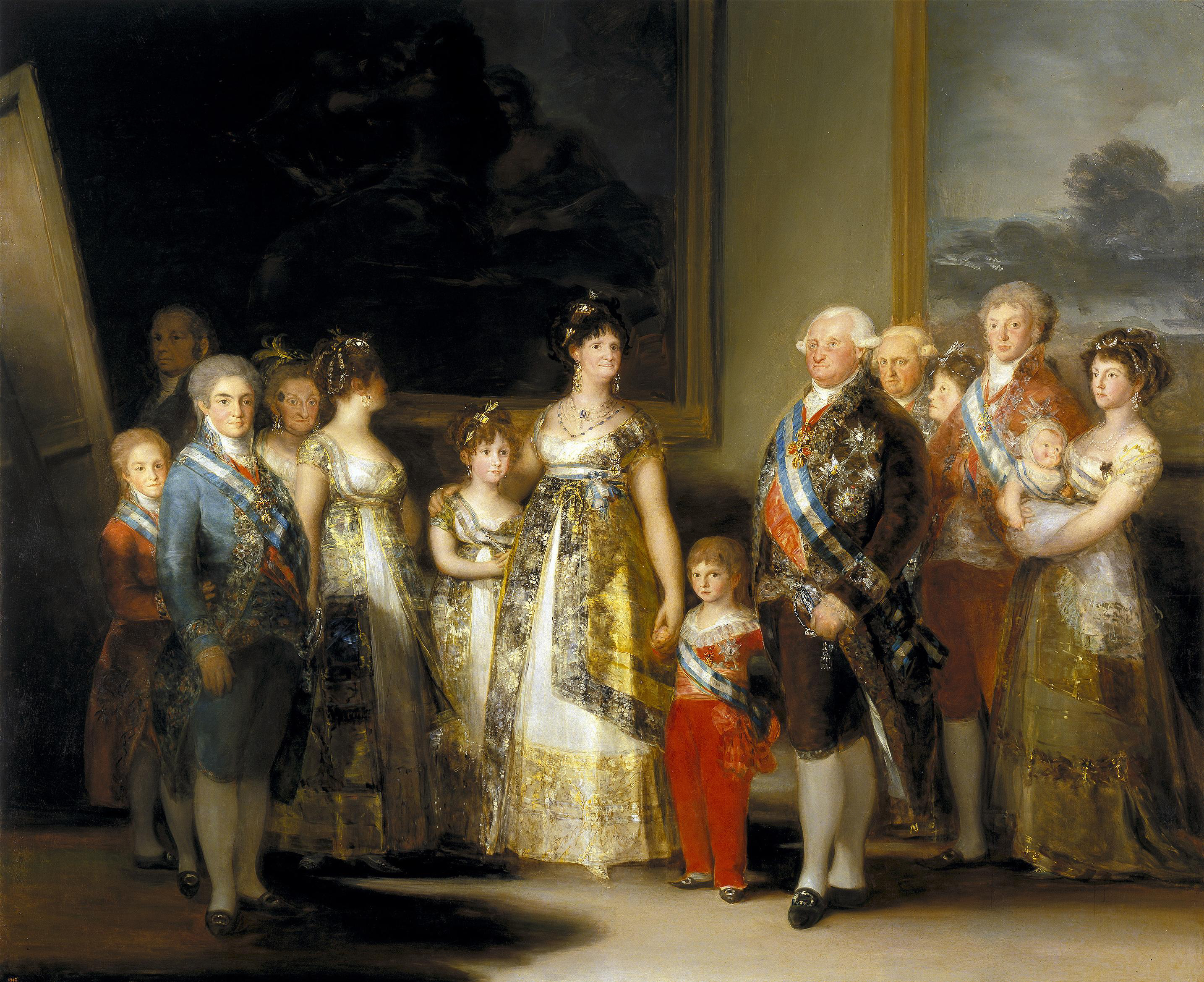
完成作『カルロス4世の家族』。1800年。プラド美術館所蔵。

ゴヤは1799年に主席宮廷画家に任命され、その翌年の1800年の春から夏にかけてアランフエスで『カルロス4世の家族』を制作した。その制作過程でゴヤは制作の準備のために油彩で10点の習作を描いた。本作品はその中でも特に力を注いで描かれ、最も完成度が高いものである。
幼い王子はカルロス3世勲章を身に着けて灰色の背景の前に立っている。王子は6歳の男の子らしい小さくて丸い顔と大きな瞳、短い鼻を持ち、広い額を前髪で覆っている。王子の視線は鑑賞者に対して挑むかのようであり、それでいてその大きな瞳と口元の微笑みは鑑賞者を惑わせようとしているかのようである。王子が3歳になったときの王妃の言葉によると、「王子はすべての人々に愛されるにふさわしい存在になろうとしています。このかわいそうな子は、天使みたいに良い子で、どこにでも出かけて行きますが、大人と同じく自分の気持ちを抑えていて、とても感じやすい子供なので、私の可愛い坊やは悲しそうです」。王妃が1799年と1800年にゴドイに宛てた書簡では、王子は「いったい身体や足がどうなっているのかと思うほど走り回っている」「可愛らしい」子供だと述べている。ゴヤは王子の表情でその快活さと、周囲の人間の関心を呼び起こし、愛されようとする王子の意図を巧みに表現している。注目されるのはゴヤが灰色がかった明るい背景を採用していることである。この背景によって幼い王子の内気で純粋な優しい容貌と好奇心に満ちた視線を表現している。
ゴヤの絵画技術は画面に生き生きとした効果を生んでいる。王子の右腕や下半身の輪郭をわずかな筆線で描き、画面右下隅の背景とともに、オレンジ色の地塗りをほとんどそのまま残している。また腰に巻かれた帯やカルロス3世勲章の青と白のサッシュおよび十字章を素早い筆致で描いており、色と色の隙間に地塗りが垣間見える。
王子は国王夫妻の3番目の男子であったが、長男のフェルナンド王太子（のちのフェルナンド7世）が病弱だったため、王位継承者になりうる王子の立場は非常に重要であった。完成した『カルロス4世の家族』において、王子がほぼ画面の中央に配置され、王妃マリア・ルイサと国王カルロス4世の間に立っているのは、王子の重要性を示唆している。

## 来歴
王室コレクションに由来している。1834年の王室美術館の目録に『カルロス4世の家族』とともに記載されているため、それ以前にプラド美術館のコレクションに加わったと考えられている。美術館の目録には1872年に初めて記載された。現在、プラド美術館には準備習作のうち5点が収蔵されている。

## ギャラリー
その他の準備習作

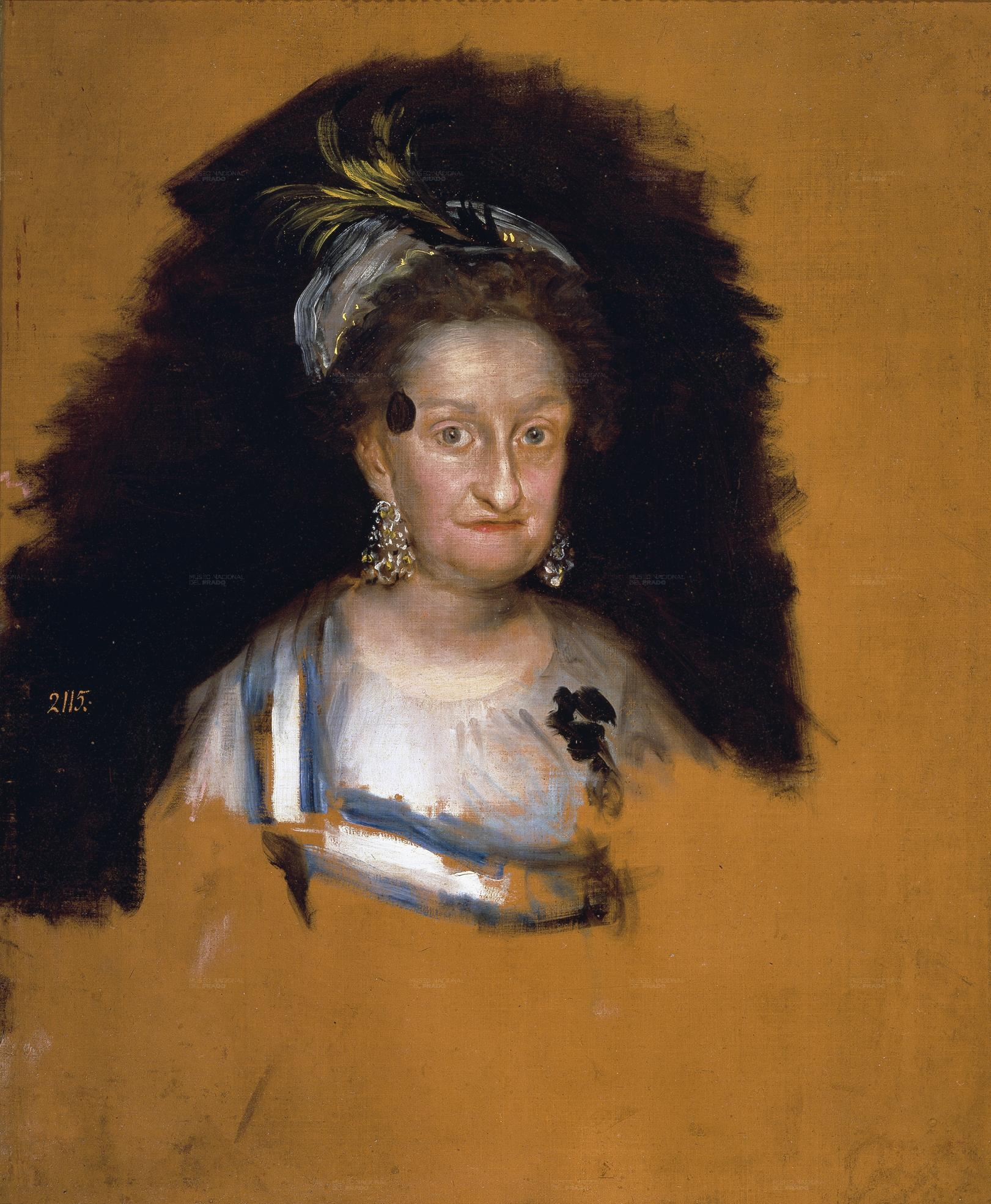
『マリア・ホセファ内親王の肖像』 プラド美術館所蔵
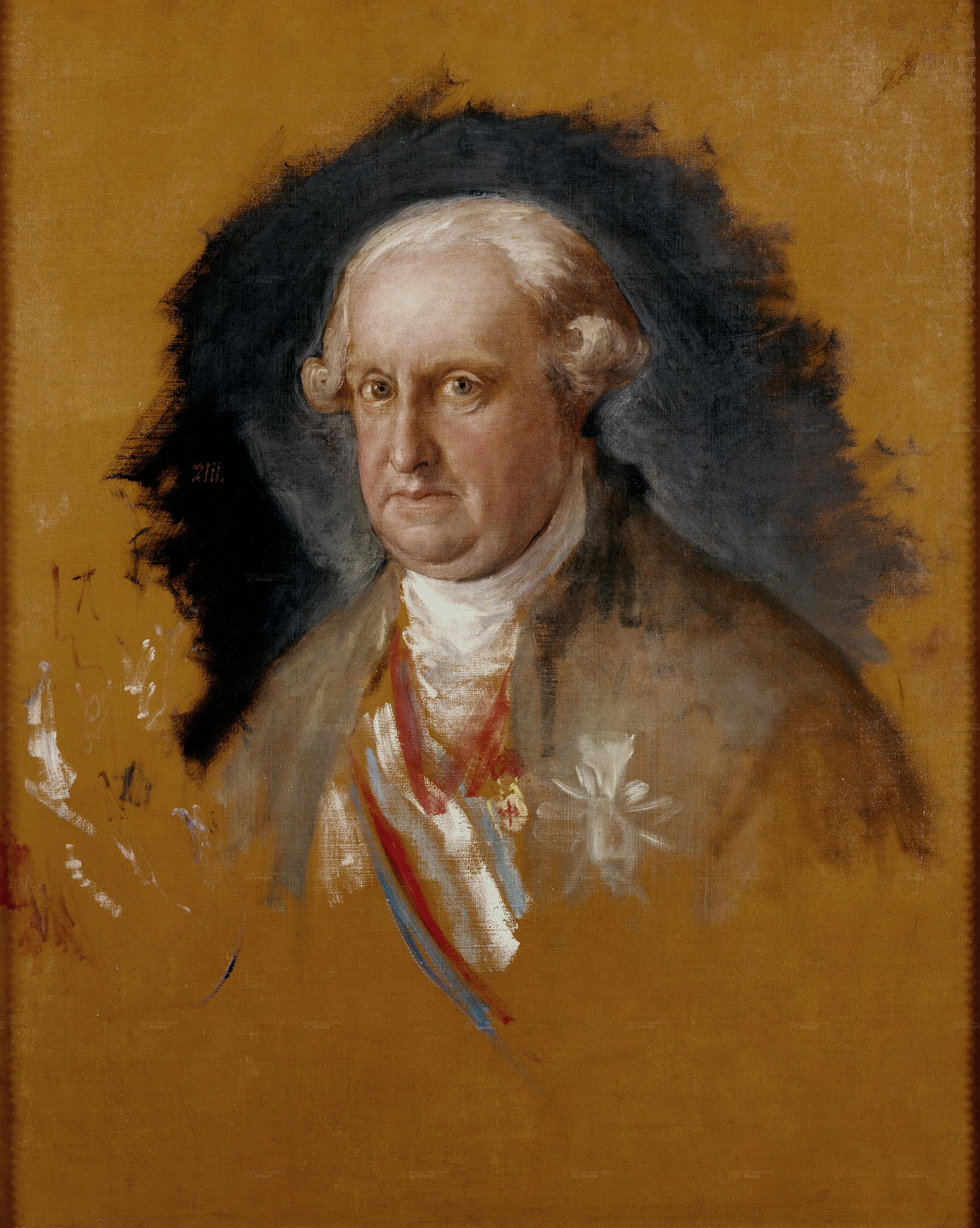
『アントニオ・パスクアル親王の肖像』プラド美術館所蔵

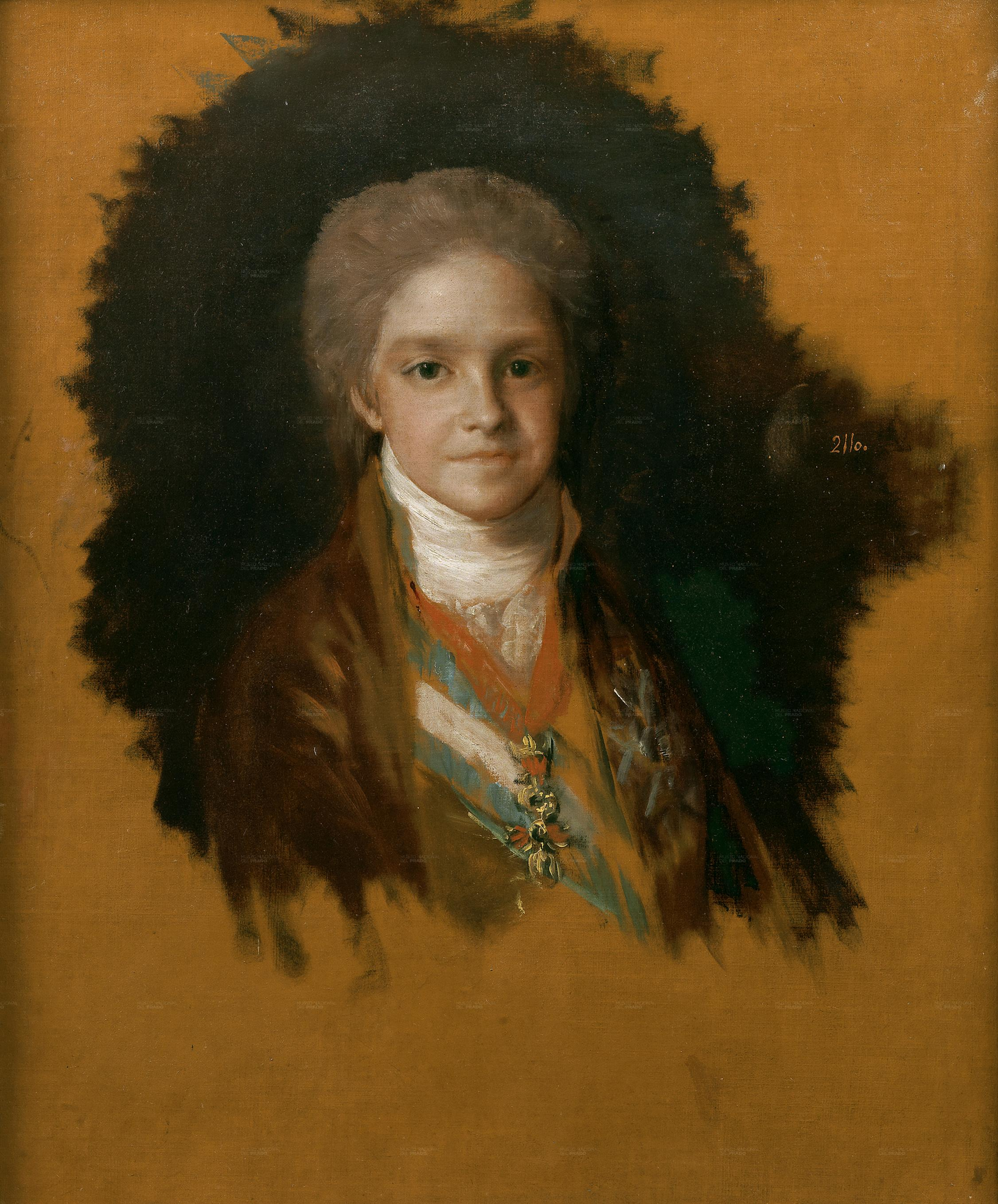
『スペイン王子カルロス・マリア・イシドロの肖像』プラド美術館所蔵
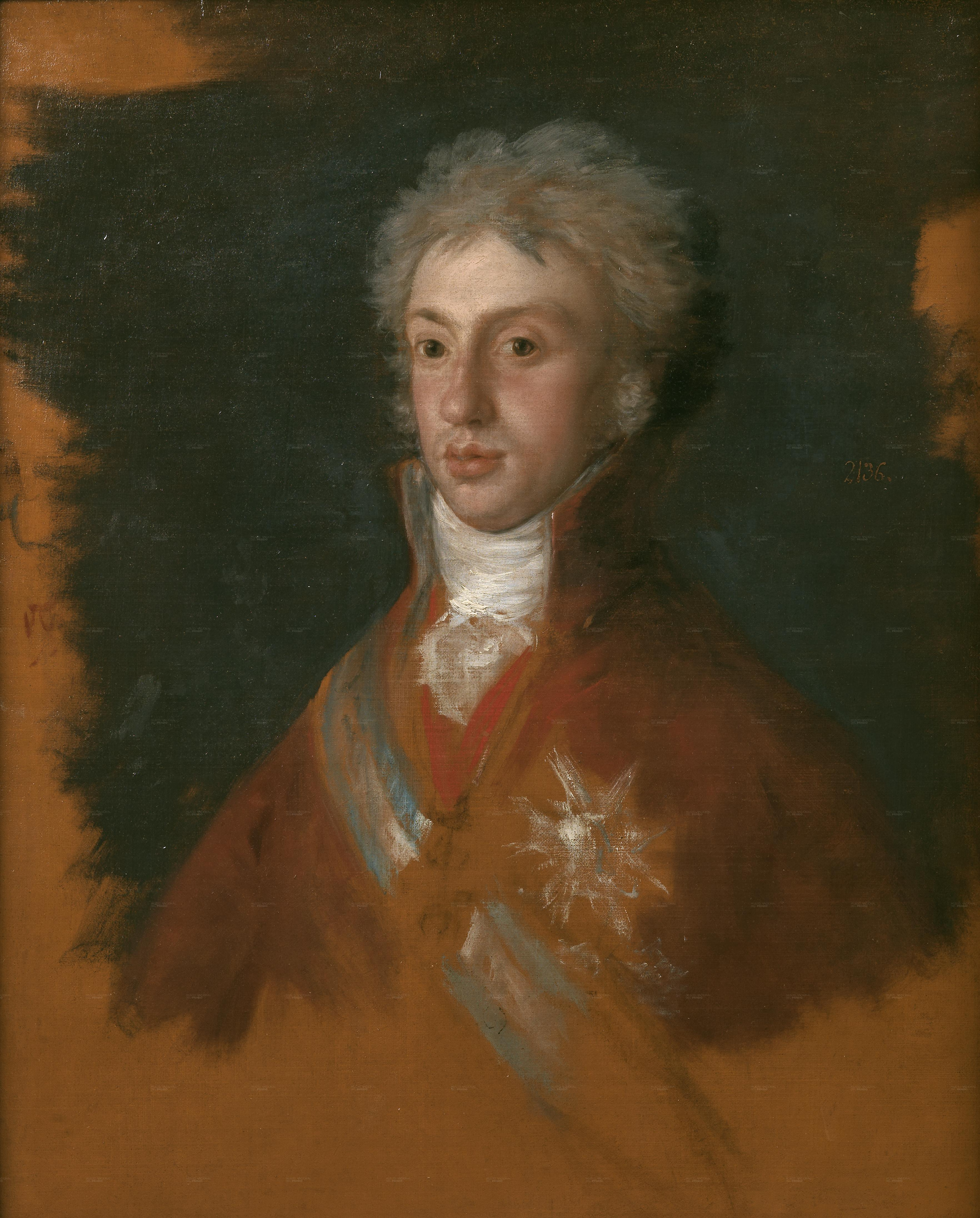
『エトルリア王ルイス1世の肖像』 プラド美術館所蔵
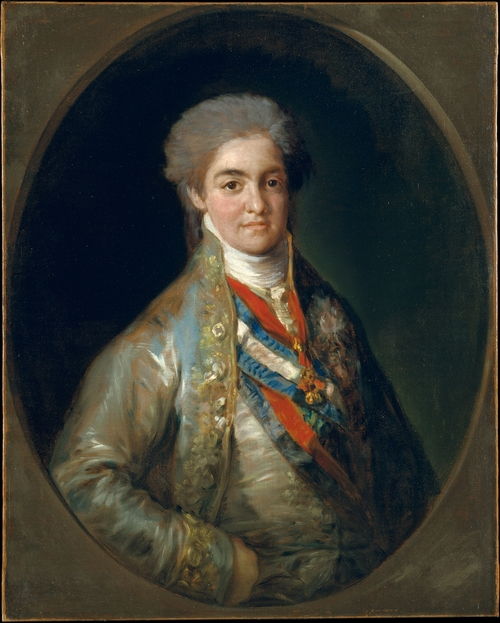
『アストゥリアス公フェルナンド・ド・ボルボーンの肖像』 メトロポリタン美術館所蔵